# Milaan-San Remo 1942
De wielerklassieker Milaan-San Remo 1942 werd gereden op 19 maart 1942. De koers werd gewonnen door Adolfo Leoni. 

## Deelnemende ploegen
| Deelnemende teams     | Deelnemende teams | Deelnemende teams | Deelnemende teams       |
| --------------------- | ----------------- | ----------------- | ----------------------- |
| Bianchi               | Viscontea         | Frejus            | Gloria                  |
| Oberdam               | Aquilano          | Legnano           | Millizia Contraera Roma |
| Dopolavoro A. Vismara | Olmo              | Lancia            | Dopolavoro Falck        |

## Uitslag
| Milaan–San Remo 1942 |                      |             |          |
| Plaats               | Naam                 | Ploeg       | Tijd     |
| Winnaar              | Adolfo Leoni         | Bianchi     | 8u10'00" |
| 2                    | Antonio Bevilacqua   | Bianchi     | z.t.     |
| 3                    | Pierino Favalli      | Legnano     | z.t.     |
| 4                    | Giordano Cottur      | Viscontea   | z.t.     |
| 5                    | Mario de Benedetti   | Legnano     | z.t.     |
| 6                    | Marco Marangoni      | Individueel | z.t.     |
| 7                    | Giovanni Brotto      | Bianchi     | z.t.     |
| 8                    | Giovanni de Stefanis | Bianchi     | z.t.     |
| 9                    | Cino Cinelli         | Bianchi     | +1'45"   |
| 10                   | Osvaldo Bailo        | Viscontea   | z.t.     |
| 11                   | Gino Bartali         | Legnano     | z.t.     |
| 12                   | Fiorenzo Magni       | Bianchi     | z.t.     |
| 13                   | Glauco Servadei      | Bianchi     | z.t.     |
| 14                   | Salvatore Crippa     | Aquilano    | z.t.     |
| 15                   | Pietro Chiappini     | Legnano     | z.t.     |
| 16                   | Mario Vicini         | Bianchi     | z.t.     |
| 17                   | Mario Ricci          | Legnano     | +3'35"   |
| 18                   | Aldo Bini            | Bianchi     | z.t.     |
| 19                   | Olimpio Bizzi        | Bianchi     | z.t.     |
| 20                   | Primo Zuccotti       | Gloria      | z.t.     |

1907 · 1908 · 1909 · 1910 · 1911 · 1912 · 1913 · 1914 · 1915 · 1916 · 1917 · 1918 · 1919 · 1920 · 1921 · 1922 · 1923 · 1924 · 1925 · 1926 · 1927 · 1928 · 1929 · 1930 · 1931 · 1932 · 1933 · 1934 · 1935 · 1936 · 1937 · 1938 · 1939 · 1940 · 1941 · 1942 · 1943 · 1944 · 1945 · 1946 · 1947 · 1948 · 1949 · 1950 · 1951 · 1952 · 1953 · 1954 · 1955 · 1956 · 1957 · 1958 · 1959 · 1960 · 1961 · 1962 · 1963 · 1964 · 1965 · 1966 · 1967 · 1968 · 1969 · 1970 · 1971 · 1972 · 1973 · 1974 · 1975 · 1976 · 1977 · 1978 · 1979 · 1980 · 1981 · 1982 · 1983 · 1984 · 1985 · 1986 · 1987 · 1988 · 1989 · 1990 · 1991 · 1992 · 1993 · 1994 · 1995 · 1996 · 1997 · 1998 · 1999 · 2000 · 2001 · 2002 · 2003 · 2004 · 2005 · 2006 · 2007 · 2008 · 2009 · 2010 · 2011 · 2012 · 2013 · 2014 · 2015 · 2016 · 2017 · 2018 · 2019 · 2020 · 2021 · 2022 · 2023 · 2024 · 2025
Lijst van beklimmingen